# Куцай Іван Леонтійович
Іван Леонтійович Куцай (нар. 5 серпня 1942, село Залізнячка, тепер Звенигородського району Черкаської області) — український діяч, секретар Київського обкому КПУ, 1-й заступник голови Київської обласної державної адміністрації. Народний депутат України 1-го скликання.

## Біографія
Народився у родині робітників.
У 1957–1961 роках — студент Київського будівельного технікуму.
У 1961–1962 роках — технік управління будинками № 404 житлового управління Радянського району міста Києва.
У 1962–1965 роках — служба в Радянській армії.
У 1965–1966 роках — технік управління будинками № 403 житлового управління Радянського району міста Києва.
Член КПРС до 1991 року.
У 1966–1972 роках — інженер, начальник відділу контори матеріально-технічного постачання спецтресту стінових матеріалів Міністерства промисловості будівельних матеріалів УРСР у місті Києві.
У 1971 році заочно закінчив Київський інженерно-будівельний інститут, інженер-будівельник.
У 1972 році — завідувач сектору відділу дослідження експертизи, аналізу нової техніки й капітального будівництва об'єднання «Укроргбудматеріали» Міністерства промисловості будівельних матеріалів УРСР.
У 1972–1973 роках — начальник управління механізації й спецмонтажних робіт головного управління стінових матеріалів Міністерства промисловості будівельних матеріалів УРСР.
У 1973 році — завідувач сектору відділу дослідження експертизи, аналізу нової техніки й капітального будівництва об'єднання «Укроргбудматеріали» Міністерства промисловості будівельних матеріалів УРСР.
У 1973–1979 роках — начальник технічного відділу, заступник керуючого тресту «Укрводзалізобетон» Міністерства меліорації та водного господарства УРСР.
У 1979–1986 роках — інструктор, заступник завідувача, завідувач відділу будівництва Київського обласного комітету КПУ.
У 1983 році закінчив заочно Вищу партійну школу при ЦК КПУ.
У червні 1986 — квітні 1987 року — заступник голови виконавчого комітету Київської обласної ради народних депутатів з питань будівництва. У 1986 році — учасник ліквідації наслідків аварії на Чорнобильській АЕС.
4 квітня 1987 — 1 грудня 1988 року — секретар Київського обласного комітету КПУ з питань соціально-економічного розвитку і промисловості.
У грудні 1988 — квітні 1992 року — 1-й заступник голови виконавчого комітету Київської обласної ради народних депутатів — начальник головного планово-економічного управління.
18 березня 1990 року обраний народним депутатом України, 2-й тур, 51,60 % голосів, 17 претендентів. До груп, фракцій не входив. Член Комісії ВР України з питань будівництва, архітектури та житлово-комунального господарства.
У квітні 1992 — липні 1994 року — 1-й заступник глави Київської обласної державної адміністрації.
У липні 1994 — жовтні 1995 року — заступник голови Київської обласної ради народних депутатів з виконавчої роботи.
З жовтня 1995 до кінця 1990-х років — заступник голови Київської обласної державної адміністрації з питань економіки, зовнішньоекономічної діяльності та економічної реформи; заступник голови Київської обласної державної адміністрації з фінансово-бюджетних питань, дотримання податкового законодавства, питань промислової політики, транспорту, зв'язку та паливно-енергетичного комплексу.
Працював у апараті Верховної Ради України, радником голови Верховної Ради України.
Потім — на пенсії.

## Нагороди
- орден «Знак Пошани» (.08.1982)
- медалі
- почесна відзнака Президента України (04.1996)[2]